# Andrzej Zając (1879–1954)
Andrzej Zając (ur. 17 lutego 1879 w Ligocie Bialskiej, zm. 10 kwietnia 1954 w Żorach) – polski ksiądz katolicki, działacz narodowy.

## Życiorys
Urodził się w Ligocie Bialskiej koło Białej na Górnym Śląsku w rodzinie Karola i Marii z domu Lompa. W 1900 ukończył Królewskiego Gimnazjum w Prudniku, a następnie, do 1904 studiował na Wydziale Teologicznym Uniwersytetu Wrocławskiego. Brał udział w pracach Kółka Polskiego w Konwikcie Teologicznym we Wrocławiu. 21 czerwca 1904 przyjął święcenia kapłańskie z rąk kardynała Georga von Koppa.
Pracę wikariusza rozpoczął w parafiach w Gorzowie Śląskim, Mikulczycach i Miechowicach. W latach 1907–1909 sprawował opiekę duszpasterską nad Polakami w Neuzelle. Następnie przeniesiono go do parafii św. Barbary w Chorzowie. Od 1911 do 1921 był proboszczem parafii Matki Bożej Szkaplerznej w Gierałtowicach.
Pracował w polskim ruchu narodowym w okresie powstań śląskich i plebiscytu. 1 maja 1919 został wiceprezesem, a następnie prezesem polskiej Powiatowej Rady Ludowej w Koźlu. Brał udział w tworzeniu kółek rolniczych na terenie powiatu kozielskiego. 15 stycznia 1920, i ponownie 22 lutego 1921, został wybrany na wiceprezesa Zarządu Głównego Śląskiego Związku Kółek Rolniczych. Polskie władze powstańcze zmusiły go do opuszczenia parafii w Gierałtowicach ze względu na zagrożenie ze strony niemieckich bojówek (został pobity przed rozpoczęciem plebiscytu, a przed wybuchem III powstania śląskiego strzelano do jego mieszkania).
Po opuszczeniu Gierałtowic pracował w Halembie, Wirku i Mysłowicach, gdzie był kierownikiem Urzędu Kolonizacyjnego w Wydziale Pracy i Opieki Społecznej w Naczelnej Radzie Ludowej na Górnym Śląsku. Zajmował się wówczas uchodźcami z zachodniej części Górnego Śląska, która pozostała w Niemczech. 8 kwietnia 1922 po raz trzeci został wiceprezesem Zarządu Głównego ŚZKR. W listopadzie 1922 został administratorem parafii Bożego Ciała w Kończycach, a od 6 lipca 1924 był proboszczem parafii św. Apostołów Piotra i Pawła w Woszczycach. Był wicedziekanem dekanatu Żory.
Był współtwórcą Narodowo-Chrześcijańskiego Zjednoczenia Pracy. W 1928 z ramienia Polskiego Stronnictwa Ludowego „Piast” kandydował w wyborach do Senatu II Rzeczypospolitej. Był prezesem Związku Obrony Kresów Zachodnich. Toczył spór z hrabią Thiele-Wincklerem, właścicielem majątku w Woszczycach, którego oskarżał o „odciąganie się od podatków państwowych” oraz „siania po parafii ducha niemieckiego”. W 1928 został członkiem Koła Inteligencji Powiatu Prudnickiego.
13 czerwca 1937 poświęcił kościół św. Antoniego z Padwy w Zgoniu, którego budowę wspierał. Po rozpoczęciu II wojny światowej, 3 września 1939 został aresztowany przez Niemców i uwięziony w Mikołowie, następnie w Gliwicach i Norymberdze. Wrócił na Górny Śląsk po zwolnieniu z niewoli w październiku. Ponownie aresztowano go 27 listopada i uwięziono w Pszczynie. Został zwolniony 27 lutego 1940 i wysiedlony do Generalnego Gubernatorstwa. Przebywał w Krakowie, Krużlowej, Miglu i Korzennej. W marcu 1945 powrócił do Zgonia, a następnie do Woszczyc, gdzie zajął się jedwabnictwem i uszlachetnianiem zbóż.
Zmarł 10 kwietnia 1954 w Żorach. Został pochowany na cmentarzu parafialnym w Woszczycach.

## Odznaczenia
- Gwiazda Górnośląska[4]
- Srebrny Krzyż Zasługi „za zasługi w rozwoju drobnego rolnictwa”[5] (1929)[6]
- Medal Niepodległości (1937)[7]